# Ti'erra Brown
Ti'erra Brown (née le 24 octobre 1989) est une athlète américaine, spécialiste du 400 mètres haies. 

## Biographie
En 2010, Ti'erra Brown remporte le titre du 400 m haies des Championnats des États-Unis, à Des Moines, dans le temps de 54 s 85. Étudiante à l'Université de Miami, elle décroche son premier titre NCAA en 2011 dans le temps de 55 s 65.
Elle fait ses débuts sur le circuit professionnel en 2012 à l'occasion des meetings de la Ligue de diamant. Troisième du Golden Gala de Rome en 54 s 96, derrière Kaliese Spencer et Lashinda Demus, elle se distingue lors de l'étape suivante, à l'Adidas Grand Prix de New York, en remportant la course en 54 s 85, devançant de 6/100e Kaliese Spencer. Début juillet, à l'occasion des sélections olympiques américaines à Eugene, Ti'erra Brown obtient sa qualification pour les Jeux de Londres en terminant troisième de la finale du 400 m haies en 54 s 81, derrière ses compatriotes Lashinda Demus et Georganne Moline.

### Palmarès
| Année | Compétition     | Lieu    | Résultat | Temps   |
| ----- | --------------- | ------- | -------- | ------- |
| 2012  | Jeux olympiques | Londres | 6e       | 55 s 07 |

### Records
| Épreuve     | Performance | Lieu    | Date         |
| ----------- | ----------- | ------- | ------------ |
| 100 m haies | 12 s 84     | Eugene  | 12 juin 2010 |
| 400 m haies | 54 s 21     | Londres | 6 août 2012  |